# Héctor Enrique
Héctor Adolfo Enrique (ur. 26 kwietnia 1962 w Lanús), argentyński piłkarz, pomocnik. Mistrz świata z roku 1986. Znany pod przydomkiem El Negro.
Najlepsze lata kariery spędził w Club Atlético River Plate. Grał w tym klubie w latach 1980–1990. Największe sukcesy odniósł w 1986 - z River zdobył Copa Libertadores i Puchar Interkontynentalny, a przede wszystkim znalazł się w składzie Argentyny na MŚ 86. W turnieju zagrał w 5 meczach, m.in. finale z RFN. Z reprezentacją brał również udział w Copa América 1989. W ojczyźnie występował także w Club Deportivo Español (1990–1991) i Club Atlético Lanús (1991–1993). Karierę kończył w klubach japońskich: Sagan Tosu oraz FPI Hamamatsu.